# Warakas (Binuang)
Warakas is een bestuurslaag in het regentschap Serang van de provincie Banten, Indonesië. Warakas telt 3239 inwoners (volkstelling 2010).